# Casa de Moneda de Ayacucho
La Casa de Moneda de Ayacucho fue una ceca establecida en el barrio Puka Cruz de la ciudad de Ayacucho, Perú. Actualmente se ubica en el cruce de los jirones Libertad y Tupac Amaru. 
Según Yabar (1986) la ceca se situaba en la conocida como "Casa de Zorraquin" en la calle de San Francisco de Paula en Huamanga. Durante el periodo colonial no se acuñó moneda en Ayacucho.
La ceca fue creada a fines del siglo XIX y funcionó entre los años 1881 y 1882 durante la Guerra con Chile y mientras la ciudad capital, Lima, se encontraba ocupada por el ejército chileno. En esos años, en Ayacucho, fue sede del gobierno peruano al establecerse en ella el cuartel general del Presidente Nicolás de Piérola quien pretendía armar un ejército de resistencia y necesitaba acuñar monedas para cubrir los gastos de dicho ejército.
En aquella época, desde el año 1880, la moneda del Perú era el Inca, creada precisamente por decreto de Nicolás de Piérola,  y fue en esta casa de moneda donde se acuñó. En 1881, acuñó monedas de 5 pesetas (un Inca), y en 1882 acuñó monedas de 5 pesetas y de ½ Real.
El edificio donde funcionó la ceca es el conocido como "Casa de Zorraquin" (perteneciente al alcalde realista de Huamanga Zorraquin, que abandonó la ciudad en 1820) y queda en la calle de San Francisco de Paula. Fuente: Francisco Yabar Acuña: "El inca de oro : acuñaciones del inca en las cecas de Lima y Ayacucho durante la Guerra del Pacífico", Lima 1996  
Durante el periodo colonial no se acuñó moneda alguna en Ayacucho. 
En la actualidad, el edificio donde funcionó la ceca se encuentra en estado de abandono, y no ha sido registrado como patrimonio cultural
Frente a la casa de la moneda se levanta el Arco Puca Cruz el cual es considerado como un elemento turístico de la ciudad de Ayacucho